# 纽约地铁 (歌曲)
纽约地铁是台湾歌手周杰伦的一首大约创作于2004-2005年间的样本唱片，由于完成度极高，于2022年在数字藏品《周杰倫限定珍藏DEMO空間》与另外四首已发行歌曲的样本唱片同时首次公开，这也是杰威尔音乐和周杰伦第一次公开分享的样本唱片。杰威尔音乐公司还计划将紐約地鐵这首DEMO做成完全唯一的数字藏品后进行拍卖，並將所得捐给公益。

## 创作背景
纽约地铁歌词反映了2000年代某次纽约华裔被枪击的事件，并且编曲中多处加入枪击的音效，原本计划收录于周杰伦的第六张专辑《11月的萧邦》，但因编曲的暗黑风格以及反映美国枪支暴力问题的题材不符合规定的主题，被当时唱片公司阿尔发音乐否决后被重新创作的节奏一致、音乐风格接近、歌词积极向上的逆鳞取代。